# Jaime Leibovitch
Jaime Leibovitch (Rio de Janeiro, 4 de outubro de 1947) é um ator, apresentador e professor brasileiro também formado em psicologia.

## Biografia
Jaime iniciou o teatro frequentando o Centro Popular de Cultura (CPC) da União Nacional dos Estudantes (UNE), em 1962 e 1963.
Cursou também, a partir de 1969, o Conservatório Nacional de Teatro da antiga Federação das Escolas Federais Isoladas do Estado do Rio de Janeiro (FEFIERJ), atual UniRio, porém não concluiu o curso.
Graduado em Psicologia pela Universidade Federal do Rio de Janeiro (UFRJ), exerce a atividade clínica por aproximadamente 30 anos.
Também foi professor de Teatro e Artes.
Ator profissional desde 1980, já atuou em diversos espetáculos teatrais, como por exemplo: As Feiticeiras de Salem, A Mulher sem Pecado e Diários do Paraíso.

## Filmografia

### Televisão
| Ator      | Ator                                | Ator                                                        | Ator              | Ator                          |
| Ano       | Título                              | Papel                                                       | Emissora          | Nota                          |
| --------- | ----------------------------------- | ----------------------------------------------------------- | ----------------- | ----------------------------- |
| 1983      | Bandidos da Falange                 | Felipe                                                      | Rede Globo        |                               |
| 1984      | Santa Marta Fabril S.A.             | João                                                        | Rede Manchete     |                               |
| 1984      | Marquesa de Santos                  | Nóbrega                                                     | Rede Manchete     |                               |
| 1988      | Vale Tudo                           | Dr. Miguel                                                  | Rede Globo        |                               |
| 1989      | Bebê a Bordo                        | Vai a casa de Tonico cobrar pela Mercedes que ele não pagou | Rede Globo        |                               |
| 1990      | Rainha da Sucata                    | Antoniel                                                    | Rede Globo        |                               |
| 1990      | Araponga                            | Mr. Palmer                                                  | Rede Globo        |                               |
| 1991      | Felicidade                          | Dr. Fausto                                                  | Rede Globo        |                               |
| 1992      | Você Decide                         | Dr. Ernesto                                                 | Rede Globo        | Episódio: "O Golpe"           |
| 1992      | Deus nos Acuda                      |                                                             | Rede Globo        | Participação Especial         |
| 1993      | Agosto                              | Arnaldo Coelho                                              | Rede Globo        |                               |
| 1994      | 74.5 - Uma Onda no Ar               | Alípio Navarreti                                            | Rede Manchete     |                               |
| 1994      | A Viagem                            | Ex-patrão de Alexandre                                      | Rede Globo        |                               |
| 1995      | A Próxima Vítima                    | Terapeuta de Helena                                         | Rede Globo        |                               |
| 1995      | A Idade da Loba                     | Ricardo                                                     | Rede Bandeirantes |                               |
| 1997      | Globo Ciência                       | Apresentador                                                | Rede Globo        |                               |
| 2000      | Aquarela do Brasil                  | Dr. Walter                                                  | Rede Globo        |                               |
| 2001      | Estrela-Guia                        | Daniel Mendes                                               | Rede Globo        |                               |
| 2001      | O Clone                             | Titular da delegacia                                        | Rede Globo        | Participação Especial         |
| 2002      | O Quinto dos Infernos               | Pablo                                                       | Rede Globo        |                               |
| 2002      | Coração de Estudante                | Moacir                                                      | Rede Globo        |                               |
| 2002      | O Beijo do Vampiro                  | Padre Inácio                                                | Rede Globo        |                               |
| 2003      | Linha Direta                        | Amigo de Hans                                               | Rede Globo        |                               |
| 2003      | Celebridade                         | Porteiro do prédio de Maria Clara                           | Rede Globo        |                               |
| 2004      | Da Cor do Pecado                    | Ary                                                         | Rede Globo        |                               |
| 2004      | Começar de Novo                     | Leon                                                        | Rede Globo        |                               |
| 2005      | América                             | Bill                                                        | Rede Globo        |                               |
| 2005      | Alma Gêmea                          | Júlio                                                       | Rede Globo        |                               |
| 2005      | Malhação                            | César                                                       | Rede Globo        |                               |
| 2006      | Carga Pesada                        | Padre                                                       | Rede Globo        | Episódio: "Mata o Véio, Mata" |
| 2006      | O Profeta                           | Juiz                                                        | Rede Globo        |                               |
| 2007      | Pé na Jaca                          | Frei Percival                                               | Rede Globo        |                               |
| 2007      | Malhação                            | Demétrio                                                    | Rede Globo        |                               |
| 2007      | Paraíso Tropical                    | Souza                                                       | Rede Globo        |                               |
| 2007      | Eterna Magia                        | Morador de Serranias                                        | Rede Globo        |                               |
| 2007      | Amazônia - De Galvez a Chico Mendes | Manoel                                                      | Rede Globo        |                               |
| 2007      | Sete Pecados                        | Anjo                                                        | Rede Globo        |                               |
| 2007–2008 | Malhação                            | Juiz                                                        | Rede Globo        |                               |
| 2008      | Ciranda de Pedra                    | Dr. Jesuíno Otero                                           | Rede Globo        |                               |
| 2008      | Beleza Pura                         | Castro                                                      | Rede Globo        |                               |
| 2009      | Caras & Bocas                       | Rabino Mendel                                               | Rede Globo        |                               |
| 2010      | Ti Ti Ti                            | Dr. Diogo                                                   | Rede Globo        |                               |
| 2010      | Cama de Gato                        | Dr. Aguiar                                                  | Rede Globo        |                               |
| 2010      | Escrito nas Estrelas                | Francisco                                                   | Rede Globo        |                               |
| 2010      | Os Gozadores                        | Osmar                                                       | Multishow         |                               |
| 2010      | Open Bar                            | Dono do Odisseu                                             | Multishow         | Episódio: "9"                 |
| 2011      | Fina Estampa                        | Henrique                                                    | Rede Globo        |                               |
| 2012      | Salve Jorge                         | Miguel                                                      | Rede Globo        |                               |
| 2013      | Chiquititas                         | Dr. Maia                                                    | SBT               |                               |
| 2013      | Amor à Vida                         | Dr. Fridman                                                 | Rede Globo        |                               |
| 2013      | Detetives do Prédio Azul            | Carlos Jorge (CJ)                                           | Gloob             |                               |
| 2015      | Milagres de Jesus                   | Salomão                                                     | Record            | Episódio: "Os Dois Ladrões"   |
| 2015–2016 | Cúmplices de um Resgate             | Fortunato Meneses                                           | SBT               |                               |
| 2016      | Sol Nascente                        | Dr. Hélio                                                   | Rede Globo        |                               |
| 2017      | Pega Pega                           | Piérre                                                      | Rede Globo        |                               |
| 2017      | Tempo de Amar                       | Hans                                                        | Rede Globo        |                               |
| 2018      | Malhação: Vidas Brasileiras         | Norton                                                      | Rede Globo        |                               |
| 2018      | Deus Salve o Rei                    | Sudito                                                      | Rede Globo        |                               |
| 2018      | Orgulho e Paixão                    | Alencar                                                     | Rede Globo        |                               |
| 2019      | Sob Pressão                         | Professor                                                   | Rede Globo        | Episódio: "2 de maio"         |
| 2020      | Amor de Mãe                         | Edson (Empresário)                                          | Rede Globo        |                               |
| 2022      | Um Lugar ao Sol                     | Juiz Brandão                                                | Rede Globo        | Participação Especial         |
| 2022      | Além da Ilusão                      | Frei Aguinaldo                                              | Rede Globo        | Participação Especial         |
| 2022      | Cara e Coragem                      | Juiz Dornelles                                              | Rede Globo        | Participação Especial         |
| 2023      | Terra e Paixão                      | Padre Batista                                               | Rede Globo        | Episódio: "09 de dezembro"    |
| 2024      | Elas por Elas                       | Juiz no caso de Cris e Julia                                | Rede Globo        | Episódios: "27–28 de março"   |
| 2024      | Família É Tudo                      | Padre Cardoso                                               | Rede Globo        | Episódio: "27 de setembro"    |

| Apresentador | Apresentador  | Apresentador |
| Ano          | Título        | Emissora     |
| ------------ | ------------- | ------------ |
| 1996–98      | Globo Ciência | Rede Globo   |
| —            | Arquivo C     | Canal Futura |

### Cinema
| Ano  | Título                      | Papel                   |
| ---- | --------------------------- | ----------------------- |
| 2004 | A Cartomante                | Dr. Armando             |
| 2006 | Zuzu Angel                  | Senador Church          |
| 2008 | A Guerra dos Rocha          | Saul                    |
| 2012 | De Pernas pro Ar 2          | Garçom                  |
| 2016 | Vidas Partidas              | Diretor da Universidade |
| 2024 | Nosso Lar 2: Os Mensageiros | Médico                  |